# Ergastria forficula
Genre
Synonymes
- Castellanosia Mello-Leitão, 1937 nec Kraglievitch, 1932

Espèce
Synonymes
- Castellanosia forficula Mello-Leitão, 1937

Ergastria forficula, unique représentant du genre Ergastria, est une espèce d'opilions laniatores de la famille des Gonyleptidae.

## Distribution
Cette espèce est endémique de l'État de São Paulo au Brésil. Elle se rencontre sur l'Ilha de São Sebastião.

## Description
Le mâle holotype mesure 4,5 mm.

## Systématique et taxinomie
Cette espèce a été décrite sous le protonyme Castellanosia forficula par Mello-Leitão en 1937. Le nom Castellanosia Mello-Leitão, 1937 étant préoccupé par Castellanosia Kraglievitch, 1932, il est remplacé par Ergastria par Mello-Leitão en 1941.

## Publications originales
- Mello-Leitão, 1937 : « Cuatro géneros nuevos de Pachylinae. » Revista Chilena de Historia Natural, vol. 41, p. 149–156.
- Mello-Leitão, 1941 : « Notes on Peruvian harvest-spiders. » Anais da Academia Brasileira de Ciências, vol. 13, p. 319–322.